# Верхньопісківська сільська рада
Верхньопіскі́вська сільська рада (рос. Верхнепесковский сельский совет) — сільське поселення у складі Катайського району Курганської області Росії.
Адміністративний центр — село Верхні Піски.
Населення сільського поселення становить 410 осіб (2017; 465 у 2010, 549 у 2002).

## Склад
До складу сільського поселення входять:
| Населений пункт    | Населення, осіб (2002) | Населення, осіб (2010) |
| ------------------ | ---------------------- | ---------------------- |
| Верхні Піски, село | 388                    | 350                    |
| Чусова, присілок   | 161                    | 115                    |